# Marin Pongračić
Marin Pongračić, né le 11 septembre 1997 à Landshut, est un footballeur croate. Il évolue au poste de défenseur central à l'ACF Fiorentina.

## Biographie

### Carrière en club

#### Munich 1860
Pongračić a commencé sa carrière de footballeur en tant que produit de l'académie du Bayern Munich , avant de rejoindre le FC Ingolstadt 04 en 2013 à l'âge de 16 ans avant de rejoindre le 1860 Munich en 2016. Après s'être établi dans l'équipe réserve, il a fait ses débuts en 2. Bundesliga le 16 avril 2017 lors d'un match nul 1-1 contre le SV Sandhausen. Il a fait sept apparitions pour l'équipe première

#### Red Bull Salzbourg
En été 2017, il rejoint le club autrichien du Red Bull Salzbourg pour un contrat de quatre ans.  Il fait ses débuts pour le club le 22 juillet lors d'une victoire 2-0 contre le Wolfsberger AC.

#### VfL Wolfsburg
Pongračić rejoint le VfL Wolfsburg le 15 janvier 2020 pour un contrat de quatre ans et demi pour un montant estimé à 10 millions d'euros.

#### Borussia Dortmund
Le 31 août 2021, Pongračić rejoint le Borussia Dortmund en prêt pour une saison. Il fait ses débuts à Dortmund le 11 septembre lors d'une victoire 4-3 contre le Bayer Leverkusen.

#### Lecce
Le 22 août 2022, Pongračić est à nouveau prêté cette fois ci à l'US Lecce en Italie, avec une option d'achat.
Après neuf matchs joués la saison derniére, le 30 juin 2023, Lecce annonce avoir levé l'option d'achat, le croate signant un contrat initial de deux ans avec une option pour une année supplémentaire.

### Carrière en équipe nationale
Il joue son premier match avec l'équipe de Croatie espoirs le 31 août 2017, contre la Moldavie. Ce match gagné 0-3 rentre dans le cadre des éliminatoires de l'Euro espoirs 2019.
Le 20 mai 2024, il figure dans la liste des 26 joueurs croates retenus par Zlatko Dalić pour participer à l'Euro 2024.

## Statistiques

### Détaillées
| Saison                | Club                     | Championnat           | Championnat | Championnat | Coupe(s) nationale(s) | Coupe(s) nationale(s) | Supercoupe | Supercoupe | Compétition(s) continentale(s) | Compétition(s) continentale(s) | Compétition(s) continentale(s) | Plays-off | Plays-off | Croatie | Croatie | Total | Total |
| Saison                | Club                     | Division              | M.          | B.          | M.                    | B.                    | M.         | B.         | Comp.                          | M.                             | B.                             | M.        | B.        | M.      | B.      | M.    | B.    |
| 2016-2017             | TSV 1860 Munich          | 2. Bundesliga         | 6           | 0           | -                     | -                     | -          | -          | -                              | -                              | -                              | 1         | 0         | -       | -       | 7     | 0     |
| 2017-2018             | Red Bull Salzbourg       | Bundesliga            | 16          | 0           | 3                     | 0                     | -          | -          | C1+C3                          | 0+4                            | 0+0                            | -         | -         | -       | -       | 23    | 0     |
| 2018-2019             | Red Bull Salzbourg       | Bundesliga            | 14          | 0           | 1                     | 0                     | -          | -          | C1+C3                          | 4+6                            | 0+0                            | -         | -         | -       | -       | 25    | 0     |
| 2019-2020             | Red Bull Salzbourg       | Bundesliga            | 5           | 0           | 1                     | 0                     | -          | -          | C1                             | 1                              | 0                              | -         | -         | -       | -       | 7     | 0     |
| Sous-total            | Sous-total               | Sous-total            | 35          | 0           | 6                     | 0                     | 0          | 0          | -                              | 15                             | 0                              | 0         | 0         | -       | -       | 56    | 0     |
| 2019-2020             | VfL Wolfsburg            | Bundesliga            | 11          | 2           | -                     | -                     | -          | -          | C3                             | 1                              | 0                              | -         | -         | 2       | 0       | 14    | 2     |
| 2020-2021             | VfL Wolfsburg            | Bundesliga            | 10          | 0           | 1                     | 0                     | -          | -          | C3                             | -                              | -                              | -         | -         | -       | -       | 11    | 0     |
| Sous-total            | Sous-total               | Sous-total            | 21          | 2           | 1                     | 0                     | 0          | 0          | -                              | 1                              | 0                              | 0         | 0         | 2       | 0       | 25    | 2     |
| 2021-2022             | Borussia Dortmund (prêt) | Bundesliga            | 16          | 0           | 1                     | 0                     | -          | -          | C1                             | 5                              | 0                              | -         | -         | 3       | 0       | 25    | 0     |
| 2022-2023             | US Lecce (prêt)          | Serie A               | 9           | 0           | -                     | -                     | -          | -          | -                              | -                              | -                              | -         | -         | 0       | 0       | 9     | 0     |
| 2023-2024             | US Lecce                 | Serie A               | 36          | 0           | 2                     | 0                     | -          | -          | -                              | -                              | -                              | -         | -         | 5       | 0       | 43    | 0     |
| Sous-total            | Sous-total               | Sous-total            | 45          | 0           | 2                     | 0                     | 0          | 0          | -                              | 0                              | 0                              | 0         | 0         | 5       | 0       | 52    | 0     |
| 2024-2025             | ACF Fiorentina           | Serie A               | 20          | 0           | -                     | -                     | -          | -          | C4                             | 8                              | 0                              | -         | -         | 2       | 0       | 30    | 0     |
| Total sur la carrière | Total sur la carrière    | Total sur la carrière | 143         | 2           | 10                    | 0                     | 0          | 0          | -                              | 29                             | 0                              | 1         | 0         | 12      | 0       | 195   | 2     |

### En sélection
| Années                | Sélection             | Phases finales         | Phases finales | Phases finales | Phases finales | Éliminatoires | Éliminatoires | Éliminatoires | Éliminatoires | Amicaux | Amicaux | Amicaux | Autres compétitions | Autres compétitions | Autres compétitions | Autres compétitions | Total | Total | Total |
| Années                | Sélection             | Comp.                  | M.             | B.             | P.d.           | Comp.         | M.            | B.            | P.d.          | M.      | B.      | P.d.    | Comp.               | M.                  | B.                  | P.d.                | M.    | B.    | P.d.  |
| --------------------- | --------------------- | ---------------------- | -------------- | -------------- | -------------- | ------------- | ------------- | ------------- | ------------- | ------- | ------- | ------- | ------------------- | ------------------- | ------------------- | ------------------- | ----- | ----- | ----- |
| 2020                  | Croatie               | -                      | -              | -              | -              | -             | -             | -             | -             | 1       | 0       | 0       | LdN                 | 1                   | 0                   | 0                   | 2     | 0     | 0     |
| 2021                  | Croatie               | Euro 2020              | -              | -              | -              | CdM 2022      | 0             | 0             | 0             | -       | -       | -       | -                   | -                   | -                   | -                   | 0     | 0     | 0     |
| 2022                  | Croatie               | Coupe du monde 2022    | -              | -              | -              | -             | -             | -             | -             | 2       | 0       | 0       | LdN                 | 1                   | 0                   | 0                   | 3     | 0     | 0     |
| 2023                  | Croatie               | Ligue des nations 2023 | -              | -              | -              | Euro 2024     | 0             | 0             | 0             | -       | -       | -       | -                   | -                   | -                   | -                   | 0     | 0     | 0     |
| 2024                  | Croatie               | Euro 2024              | 2              | 0              | 0              | -             | -             | -             | -             | 3       | 0       | 0       | -                   | -                   | -                   | -                   | 5     | 0     | 0     |
| Total sur la carrière | Total sur la carrière | Total sur la carrière  | 2              | 0              | 0              | -             | 0             | 0             | 0             | 6       | 0       | 0       | -                   | 2                   | 0                   | 0                   | 10    | 0     | 0     |

Le tableau suivant liste les rencontres de l'équipe de Croatie dans lesquelles Marin Pongračić a été sélectionné depuis le 11 novembre 2020 jusqu'à présent :

## Palmarès
| Red Bull Salzbourg (1)                            |
| ------------------------------------------------- |
| - Championnat d'Autriche (1) : - Champion en 2018 |